# Кваква (бантустан)
Кваква, Куа́куа (африк. QwaQwa) — бывший бантустан в ЮАР времен апартеида. Был выделен из провинции Оранжевая и получил автономию в 1974 году; название в переводе означает «белее белого» и относится к цвету многочисленных холмов на территории бантустана. Территория бантустана составляла 655 км², население — 180 тысяч человек (в основном басуто). После падения апартеида в 1994 году бантустан вновь вошёл в состав ЮАР, и в настоящее время его территория является частью провинции Фри-Стейт.